# دوين جونز
دوين جونز (بالإنجليزية: Duane Jones)‏ هو ممثل أمريكي، ولد في 2 فبراير 1937 بنيويورك في الولايات المتحدة، وتوفي في 22 يوليو 1988 في الولايات المتحدة بسبب نوبة قلبية.

## أعمال

### أفلام
- (1968) ليلة الموتى الأحياء

## وصلات خارجية
- دوين جونز على موقع IMDb (الإنجليزية)
- دوين جونز على موقع الموسوعة البريطانية (الإنجليزية)
- دوين جونز على موقع ألو سيني (الفرنسية)
- دوين جونز على موقع أول موفي (الإنجليزية)
- دوين جونز على موقع قاعدة بيانات الأفلام السويدية (السويدية)
- دوين جونز على موقع إن إن دي بي (الإنجليزية)
- دوين جونز على موقع قاعدة بيانات الفيلم (الإنجليزية)
- دوين جونز على موقع كينوبويسك (الروسية)